# Sargentes de la Lora
Sargentes de la Lora ist eine nordspanische Landgemeinde (municipio) mit nur noch 133 Einwohnern (Stand: 2024) im Nordwesten der Provinz Burgos in der Autonomen Gemeinschaft Kastilien-León. Die Gemeinde besteht aus den Ortschaften Ayoluengo, Lorilla, Moradillo del Castillo, San Andrés de Montearados, Santa Coloma del Rudrón und Valdeajos. 

## Lage und Klima
Die Gemeinde Sargentes de la Lora liegt in der kastilischen Hochebene (meseta) zu Füßen einer kleinen Bergkette ca. 40 km (Fahrtstrecke) nordnordwestlich der Provinzhauptstadt Burgos in einer Höhe von ca. 1020 m. Die Gemeinde liegt überwiegend im Parque Natural Hoces del Alto Ebro y Rudrón.
Das Klima ist gemäßigt bis warm; Regen (ca. 656 mm/Jahr) fällt übers Jahr verteilt.

## Bevölkerungsentwicklung
| Jahr      | 1970 | 1981 | 1991 | 2001 | 2011 | 2021 |
| Einwohner | 457  | 216  | 198  | 168  | 144  | 115  |

## Sehenswürdigkeiten
- Iglesia de Santa María
- Iglesia de San Mamés in Ayoluengo
- Iglesia de San Pedro in Ceniceros
- Iglesia de San Cristóbal in Valdeajos
- Iglesia de Santa Coloma in Rudrón
- Einsiedelei Nuestra Señora de Brañosera und Iglesia de San Andrés in San Andrés de Montearados
- Dolmen von La Cabaña
- Ölmuseum

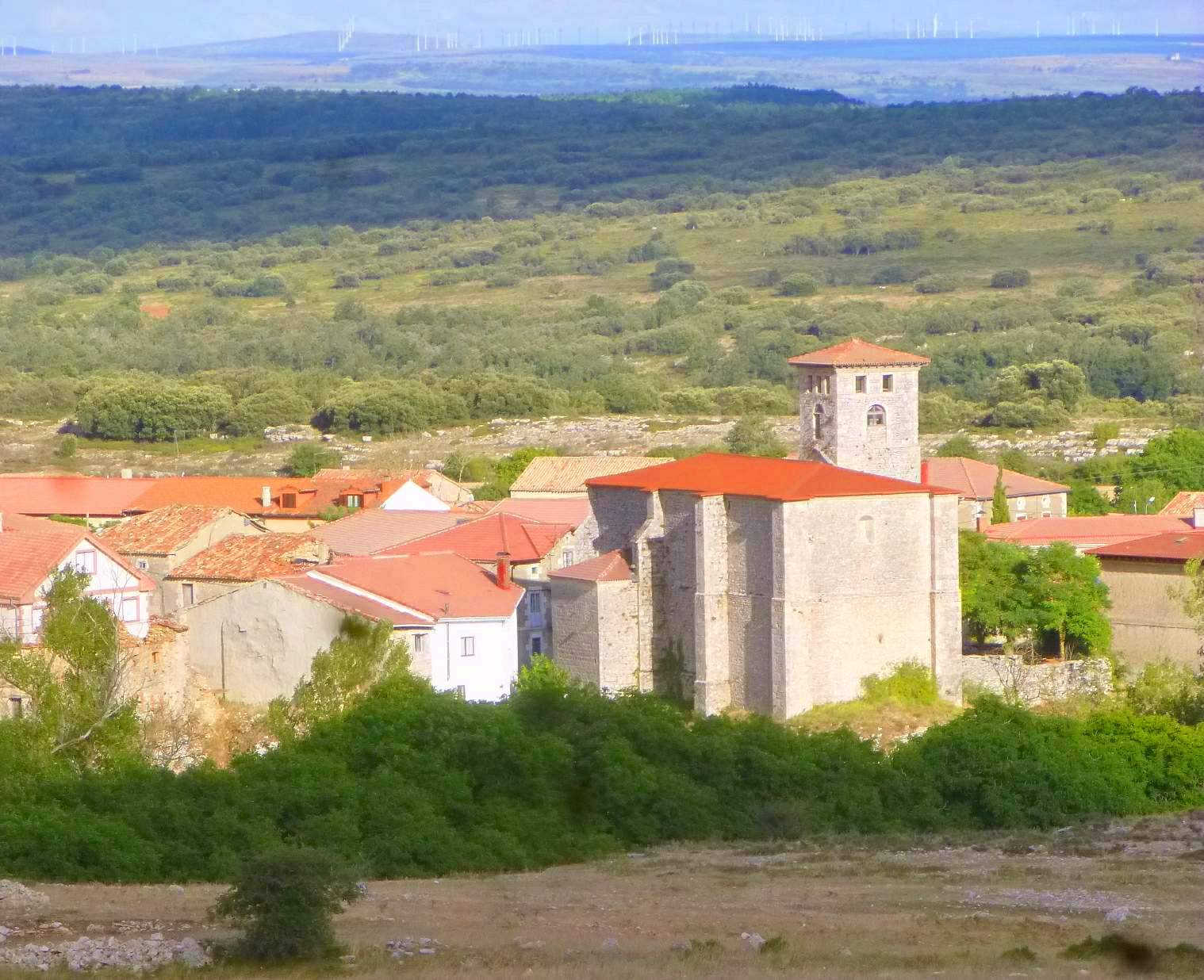
Iglesia de Santa María
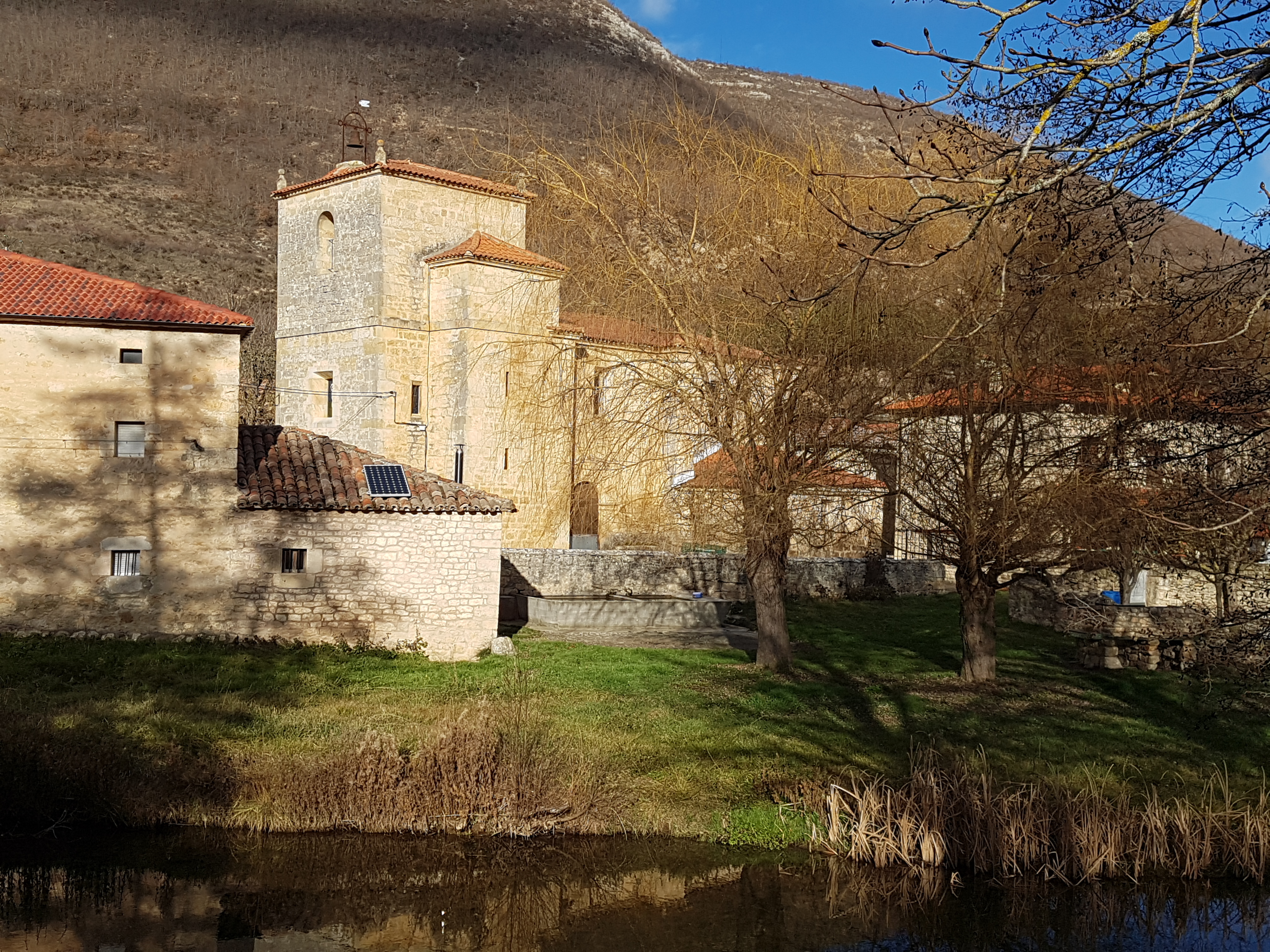
Iglesia de Santa Coloma
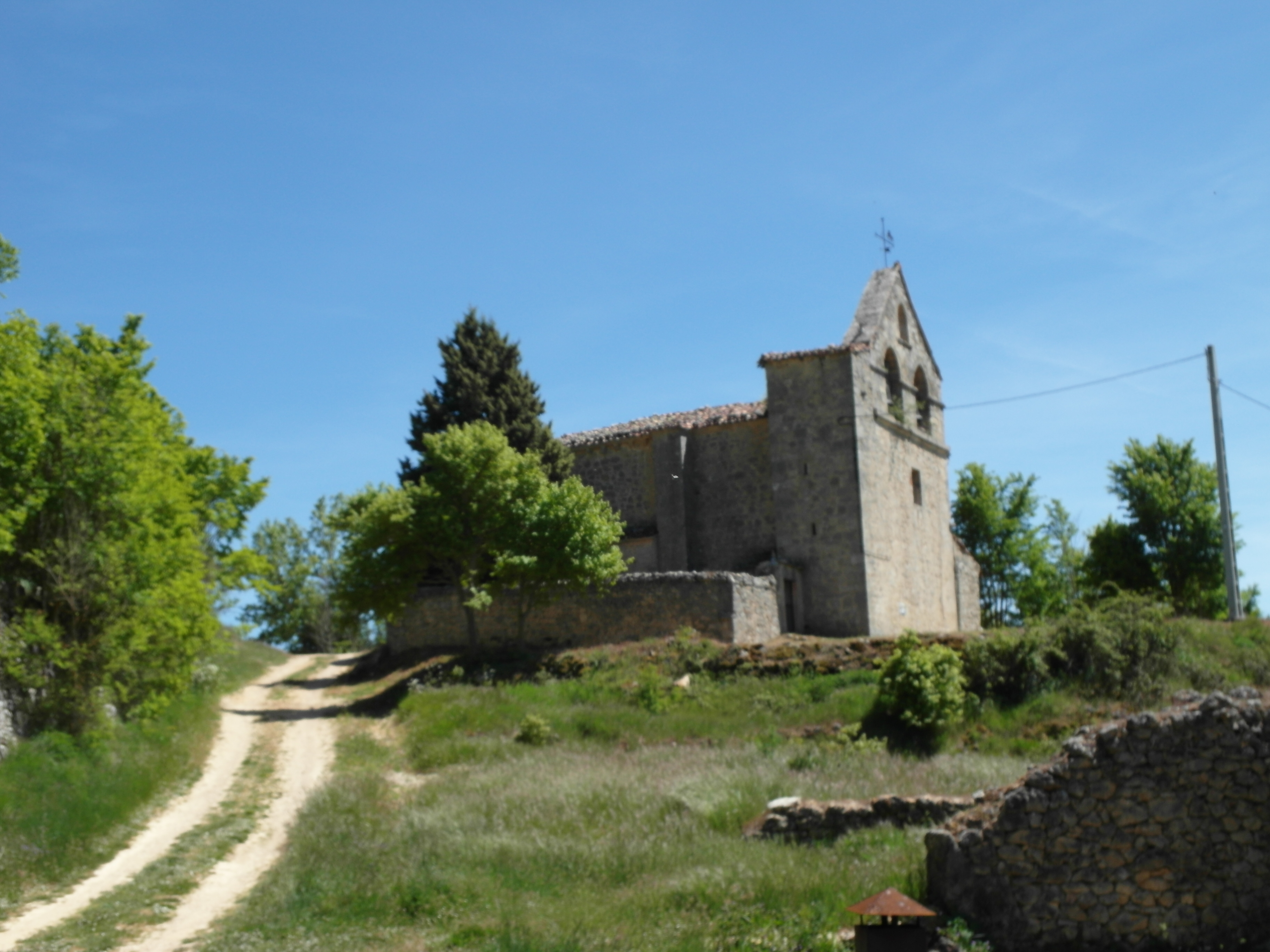
Iglesia de San Andrés
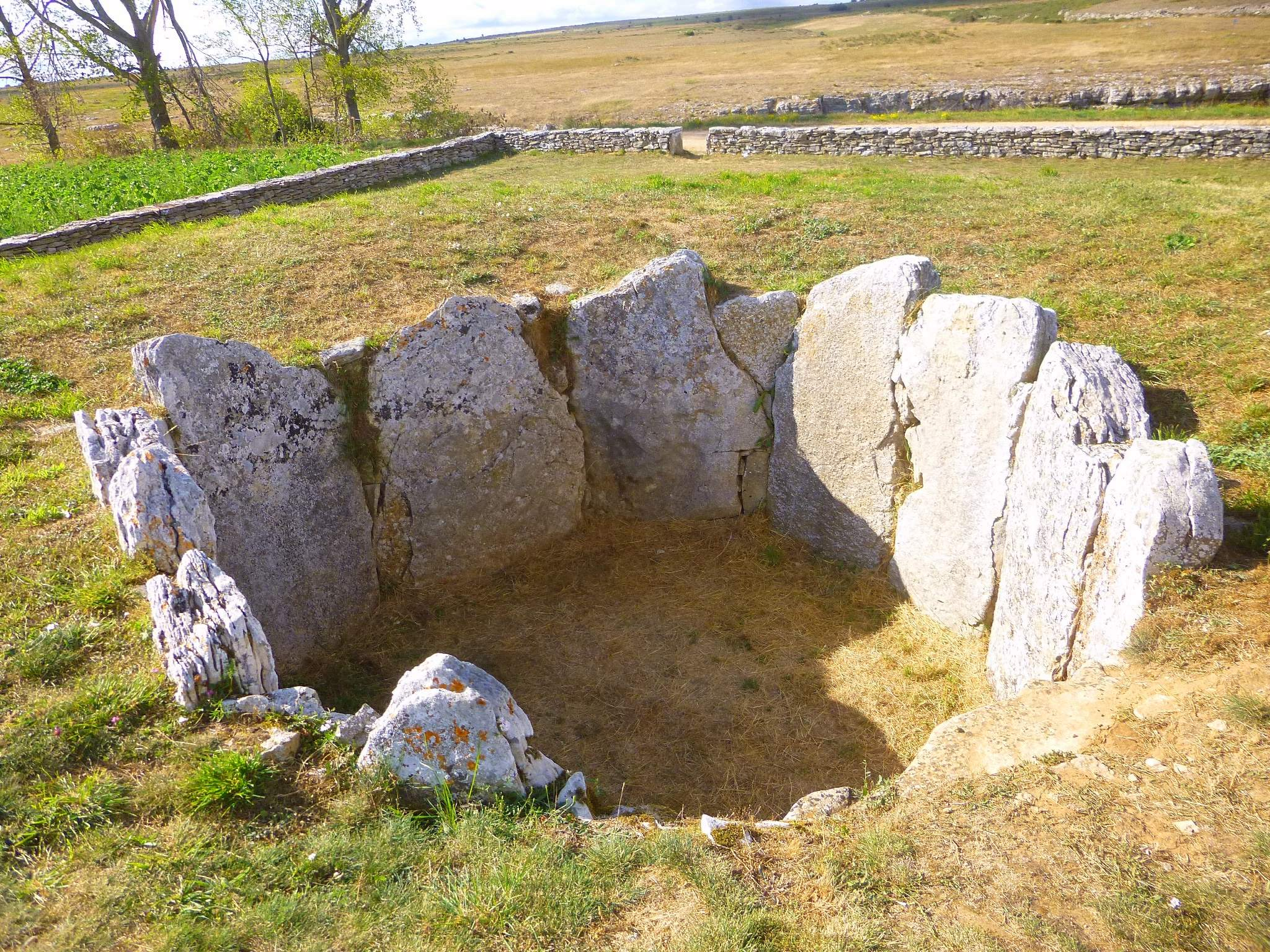
Dolmen von La Cabaña

## Persönlichkeiten
- Andrés Manjón (1846–1923), Priester, Pädagoge und Jurist